# Bettlach SO
| SO ist das Kürzel für den Kanton Solothurn in der Schweiz. Es wird verwendet, um Verwechslungen mit anderen Einträgen des Namens Bettlach zu vermeiden. |

Bettlach (im lokalen Dialekt Bettlä; französisch Bâche) ist eine politische Gemeinde des Kantons Solothurn mit rund 5000 Einwohnern. Sie liegt im Bezirk Lebern zwischen den Städten Grenchen und Solothurn und ist ein Zentrum der Uhren- und Medizinaltechnikindustrie.

## Geographie
Bettlach liegt auf 489 m ü. M., 2,5 km östlich des Bezirkshauptortes Grenchen und 8 km westlich von Solothurn (Luftlinie). Das Gemeindegebiet erstreckt sich von der mäandernden Aare im Süden bis auf die Höhen des Grenchenbergs auf der Antiklinale der ersten Jurakette. Die östliche Grenze verläuft über weite Strecken entlang des Brügglibachs, eines linken Zuflusses der Aare. Von der Gemeindefläche entfielen 1997 12 % auf Siedlungen, 39 % auf Wald und Gehölze, 47 % auf Landwirtschaft, und etwas mehr als 2 % war unproduktives Land. Von den 12,193 km² Gemeindegebiet entfallen 0,2 km² auf fliessende Gewässer (in erster Linie die Aare) und nur 0,002 km² auf stehende Gewässer (Erlimoosweiher an der Grenze zu Selzach).
Zu Bettlach gehören die Siedlung Allmend (ca. 570 m ü. M.) am Hang oberhalb des Dorfes sowie verschiedene Einzelhöfe in der Witi.

### Besiedelter Teil im Süden
Die Fläche des 12,2 km² grossen Gemeindegebiets umfasst einen Abschnitt des Solothurner Jurasüdhangs. Die südliche Grenze verläuft entlang dem stark gewundenen Flusslauf der Aare (428 m ü. M.). Von hier erstreckt sich der Gemeindeboden nordwärts über die bis zu 2 km breite und landwirtschaftlich intensiv genutzte Aareniederung (Witi) mit einigen Hofsiedlungen bis an die Jurasüdfusslinie der Schweizerischen Bundesbahnen, die das Gemeindegebiet von Ost nach West durchquert.
Nördlich der Bahnlinie beginnen mit der Unteren Zelg die ersten bewohnten Ortsteile der Gemeinde. Teile der Unteren Zelg sind Mischgebiete mit diversen Industriefirmen wie der Mathys AG.

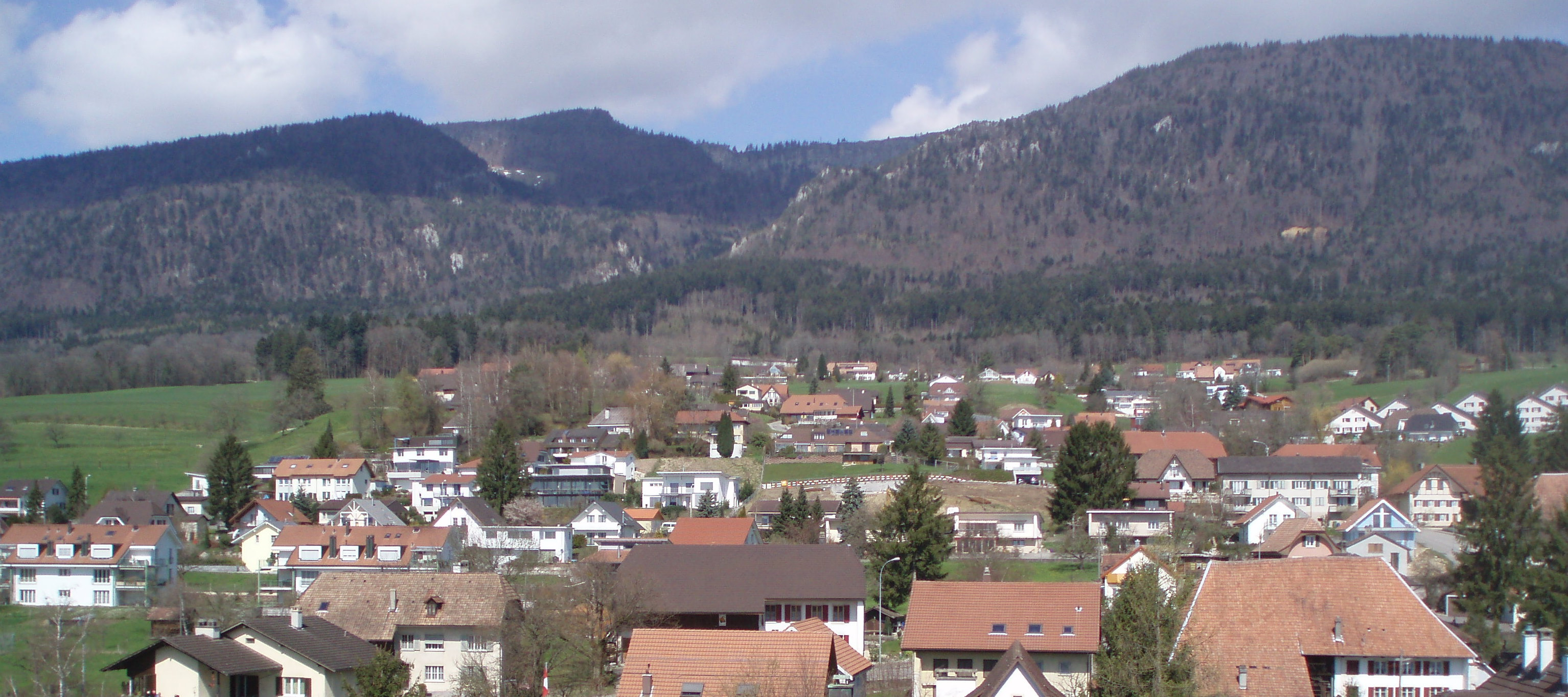
Dorfansicht von Bettlach Richtung Norden mit sanft gewölbtem Siedlungsgebiet, stark ansteigender erster Jurakette und der Wandflue im Hintergrund

Ab der Hauptstrasse 5 steigt der Jurahang sanft an, die eigentliche Dorfsiedlung beginnt. Am Fuss des Juras befindet sich der Hügel Büelen, an dessen südwestlichem Hang der Bettlacher Ortskern liegt. Dieser Hügel, der sich gegen Solothurn hin fortsetzt, besteht aus Moränenschutt, welcher vom eiszeitlichen Rhonegletscher während einer länger andauernden Stagnation in der Rückzugsphase hier abgelagert wurde. Er ist heute südseitig mit zahlreichen Häusern bebaut.
Nordöstlich der Büelen befindet sich ein sanfter Taleinschnitt mit dem Naturreservat Erlimoos. Dieses liegt im unmittelbaren Grenzgebiet zur Nachbargemeinde Selzach. Es wurde ursprünglich als Schulreservat angelegt und regelmässig unterhalten und hatte einen parkähnlichen Charakter. Das Gebiet ist seit 1972 als kantonales Naturreservat ausgeschieden und wurde 1975/76 nach Norden hin erweitert. Gleichzeitig wurde ein etwas über 10 a grosser und bis 4,5 m tiefer künstlicher Weiher angelegt. Speziell die unterschiedlichen Feuchstandorte und Gewässer stellen einen besonderen Wert in der Region dar. In den Jahren 2010/11 ist das Gebiet von Bibern besiedelt worden. Seither wurden die Eingriffe und die Pflege auf ein Minimum eingeschränkt, wodurch die Zugänglichkeit deutlich verschlechtert und erschwert wurde.
Ab der Büelen steigt der Jurasüdhang stärker an. Er ist weiterhin stark besiedelt und zwischen der Bebauung mit Wiesen bestanden.

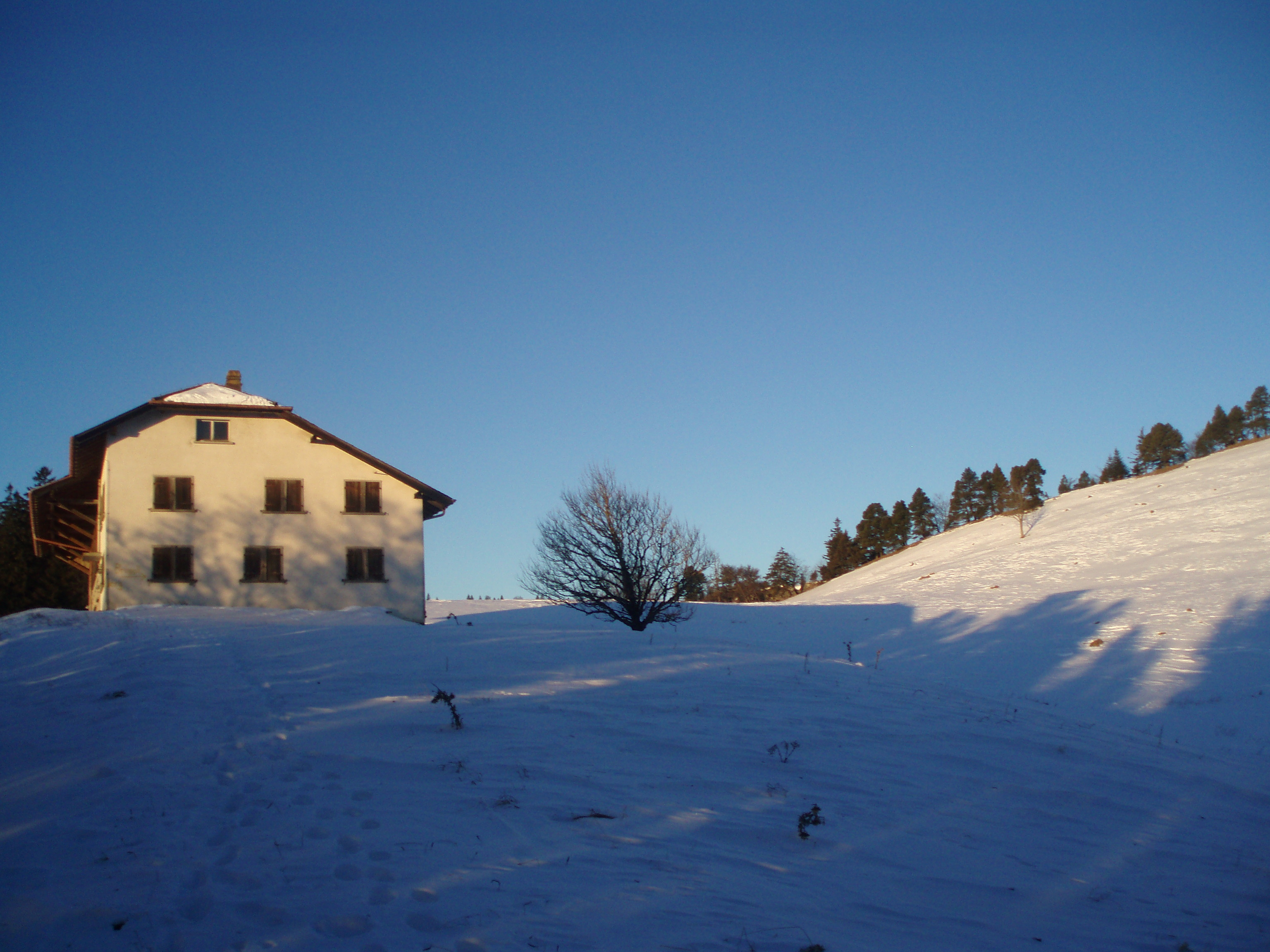
Früheres Gebäude auf dem Bettlestock, abgerissen durch die Schweizer Armee 2014 (Aufnahme von 2007)

### Jura-Waldhang im Norden
Oberhalb des Ortsteils Allmend beginnt im Bereich Lauacker auf einer Höhe von etwa 650 m ü. M. der steile Waldhang, der an verschiedenen Orten von Felsen durchzogen ist. Diese Felsen, unter anderem die Gäschlerflue (943 m ü. M.), die Rotflue (1186 m ü. M.) als auch das Heimwehflüeli (1160 m ü. M.), bieten dabei Aussichten in das Aaretal und bis an die Berner Alpen.

#### Weltnaturerbe Bettlestock (Bettlachstock)
Das nördliche Gemeindegebiet von Bettlach wird durch die Erscheinung des Bettlestock (Bettlachstock) geprägt. Mit dem Giglerbach im Westen und dem Brügglibach im Osten haben zwei flankierende Bäche hier über Jahrtausende durch Erosion einen Inselberg geschaffen, auf dem sich eine Vielfalt naturnaher Lebensräume mit einer artenreichen Flora und Fauna entwickeln konnte. Bereits seit 1977 gilt der Bettlachstock national als bedeutsam und schützenswert. Damals wurde er als Teil der Weissensteinkette ins Bundesinventar der Landschaften und Naturdenkmäler von nationaler Bedeutung (BLN) aufgenommen.
Die Eidgenössische Forschungsanstalt für Wald, Schnee und Landschaft (WSL) betreibt in einer Waldlichtung unterhalb des Gipfels seit 1997 eine Messstation, mit der die Luftbelastung erfasst wird, welcher der Wald ausgesetzt ist. Anfang 2020er Jahre wurde die Messstation ausgebaut. Des Weiteren ist der Bettlestock eines von rund 50 Waldgebieten in der Schweiz, in denen die Entwicklung vom Nutzwald zum Urwald wissenschaftlich beobachtet und erforscht wird. Dabei werden zahlreiche Daten erhoben, die in wissenschaftlichen Publikationen Platz finden.
Bekannt ist der Bettlestock für seine Buchenwälder, die das zweitgrösste natürliche Buchenwaldreservat der Schweiz bilden. Vorherrschende Baumart am Berg ist die Fagus silvatica, wobei die ältesten Exemplare auf ein Baumalter von 170 bis 190 Jahre geschätzt werden. Weitere vorherrschende Baumarten sind Picea abies (Gemeine Fichte), Fraxinus excelsior (Gemeine Esche), Ulmus glabra (Bergulme) als auch die Abies alba (Weisstanne). Während die Eschen und Tannen ebenfalls ein Baumalter der Rotbuchen erreichen, werden die maximalen Baumalter der Fichtenbestände am Bettlestock auf rund 210 Jahre und die der Bergulme auf rund 160 Jahre geschätzt. Modellrechnungen zeigen, dass der Buchenwald aufgrund seiner Höhenlage dem Klimawandel zu trotzen vermag. Gleichzeitig werden aber einige Baumarten ausfallen und neuen wärmeliebenden Baumarten Platz machen.
Die Buchenwälder des Bettlestocks gehören zum UNESCO-Weltnaturerbe. Sie wurden gemeinsam mit dem Valli di Lodano im Jahre 2021 von der UNESCO als besonders schützenswert anerkannt. Das Bettlacher Schutzgebiet umfasst eine Fläche von 195,43 Hektaren in einer submontanen bis hochmontanen Höhenstufe (800 bis 1300 m ü. M.).

#### Wandflue
Westlich und hinter dem Bettlestock fällt das Gemeindegebiet zum Bettlachberg hin ab, bevor es entlang der markanten und weitherum sichtbaren Wandflue erneut steil aufsteigt. Auf der Felskante der Wandflue wird schliesslich mit 1399 m ü. M. der höchste Punkt des Gemeindegebiets erreicht.
Die Felskante der Wandflue erhielt die Gestalt durch einen grossen Felssturz, welcher sich beim Rückzug des Rhonegletschers am Ende der letzten Eiszeit ereignete, nachdem die hangstabilisierende Wirkung der Eismasse nicht mehr vorhanden war. Am Hangfuss, im westlichen Gemeindeteil, bildete sich ein Schuttkegel, der durch die Erosion des Giglerbachs moduliert wurde.

### Nachbargemeinden
Bettlach wird im Norden und Westen vom Bezirkshauptort Grenchen, im Osten von Selzach und im Süden von den Berner Gemeinden Arch und Leuzigen begrenzt. Das Siedlungsgebiet von Bettlach ist mittlerweile im Bereich der Diebold-Schilling-Strasse und der Jurastrasse lückenlos mit demjenigen von Grenchen zusammengewachsen.

### Klima
Klimatisch steht Bettlach unter kontinentaleuropäischem Einfluss. Die Lage der Gemeinde zwischen Aare und erster Jurakette führt zu überdurchschnittlich vielen Nebellagen insbesondere im unteren Bereich des Gemeindegebiets.
Das Klima der bewohnten Flächen des Dorfes entspricht dabei einem Cfb auf dem Köppen-Klimaklassifikationssystem, wobei die Jurahöhen der D-Klimate zugeordnet werden können.
Als Referenz dient hier die Klimatabelle der Wetterstation des nahegelegenen Flughafens Grenchen.
|                        | Jan  | Feb  | Mär | Apr  | Mai  | Jun  | Jul  | Aug  | Sep  | Okt  | Nov | Dez  |   |      |
| Mittl. Temperatur (°C) | 0,5  | 1    | 4,9 | 9    | 12,9 | 16,8 | 18,5 | 18,2 | 14,3 | 10,1 | 4,7 | 1,4  | ⌀ | 9,4  |
| Mittl. Tagesmax. (°C)  | 3,7  | 4,9  | 9,4 | 13,5 | 17,1 | 21   | 22,7 | 22,4 | 18,4 | 14,3 | 8,1 | 4,4  | ⌀ | 13,4 |
| Mittl. Tagesmin. (°C)  | −2,4 | −2,4 | 0,7 | 4,2  | 8,4  | 12,1 | 14   | 14   | 10,4 | 6,5  | 1,8 | −1,3 | ⌀ | 5,5  |
|                        |      |      |     |      |      |      |      |      |      |      |     |      |   |      |
| Niederschlag (mm)      | 89   | 81   | 95  | 111  | 153  | 147  | 153  | 152  | 115  | 106  | 105 | 106  | Σ | 1413 |
|                        |      |      |     |      |      |      |      |      |      |      |     |      |   |      |
| Sonnenstunden (h/d)    | 3,8  | 4,7  | 6,5 | 8,1  | 8,7  | 10,2 | 10,4 | 9,2  | 6,9  | 5,1  | 3,9 | 3,8  | ⌀ | 6,8  |
|                        |      |      |     |      |      |      |      |      |      |      |     |      |   |      |
| Regentage (d)          | 10   | 9    | 11  | 12   | 13   | 13   | 13   | 12   | 10   | 10   | 10  | 11   | Σ | 134  |

| −2,4 |

| −2,4 |

| 0,7 |

| 4,2 |

| 8,4 |

| 12,1 |

| 14 |

| 14 |

| 10,4 |

| 6,5 |

| 1,8 |

| −1,3 |

| −2,4 |

| −2,4 |

| 0,7 |

| 4,2 |

| 8,4 |

| 12,1 |

| 14 |

| 14 |

| 10,4 |

| 6,5 |

| 1,8 |

| −1,3 |

## Geschichte

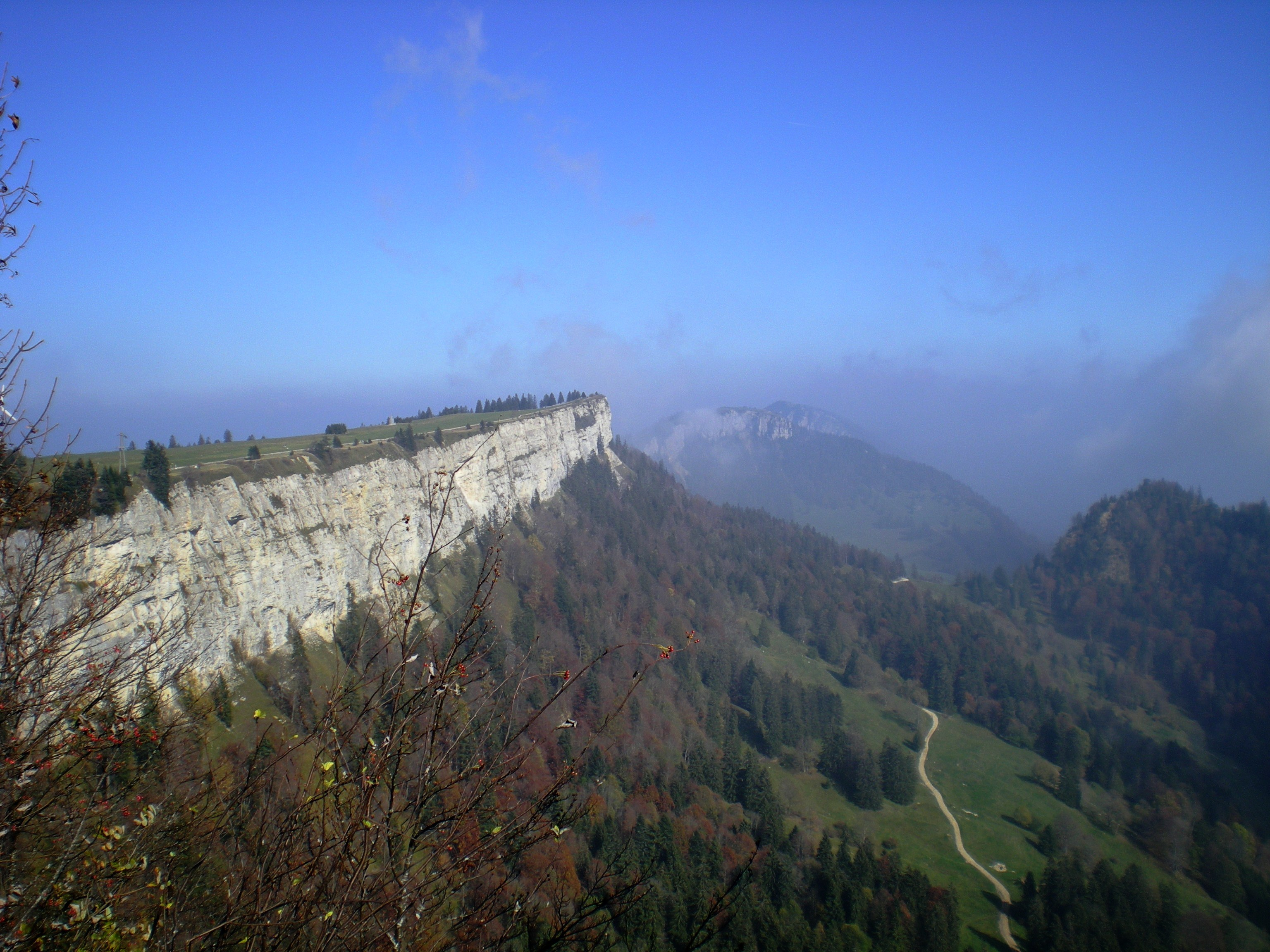
Ansicht der Wandflue Richtung Osten

### Vergletscherung
In der letzten grossen Eiszeit stiess der Rhonegletscher durch das Aaretal bis in die Region Solothurn vor. Der Hügel Büelen ist die letzte Erinnerung an diese Zeit. Die ehemalige Seitenmoräne des Gletschers erhebt sich im Dorfkern östlich des Gemeindehauses.
In der Spätglazialzeit (10'000–9000 v. Chr.) zog sich der Rhonegletscher infolge der Klimaerwärmung langsam zurück. Der Juraerhebung fehlte im Bereich zwischen dem Grenchner Vorberg und dem Bettlestock der stützende Halt des Gletschers. Die Folge: Das unstabile Kalkgestein kam ins Rutschen und bewirkte einen gewaltigen Rutsch. Der Bergsturz, einer der grösseren Bergstürze in der Schweiz, schuf damals mit seiner Abbruchstelle das Wahrzeichen Bettlachs, die Wandfluh. Das Geröll des Sturzes ist die heutige sanfte Wölbung zwischen dem Hofacher und der Aare, entlang welcher auch der Giglerbach sowie das Wyssbächli fliessen. Heute befinden sich die östlichen Siedlungsgebiete der Stadt Grenchen und die westlichen Siedlungsgebiete Bettlachs auf dem Bergsturzmaterial.
Der Durchblick in die Urzeit, verschiedene Informationsstände, verteilt im ganzen Kanton Solothurn, behandelt die Ereignisse dieser Epoche. Zwei dieser Tafeln mit Text und Bild stehen auch auf Bettlacher Gemeindegebiet in der Nähe des Berghofes Bützen (ca. 15 Fussminuten östlich des Restaurants «Untergrenchenberg») und am oberen Eingang zum Engloch, direkt an der Abrisskante der Wandflue (ca. 25 Fussminuten vom Restaurant «Untergrenchenberg» über die Grenchenbergstrasse). Der erstere Informationsstand behandelt die Vergletscherung des Solothurner Aaretals und der letztere das grosse Jurameer, aus dessen Meeresboden sich später das Juragebirge bildete.

### Erste Zeugen einer Besiedelung
Bettlach wurde schon sehr früh bewohnt. Auf dem Gemeindegebiet fand man Spuren einer Besiedelung, die in die Bronzezeit (1050–750 v. Chr.) gehören. Ungefähr 100 v. Chr. liessen sich in der Region Bettlach, vom süddeutschen Raum kommend, Kelten nieder. Dieser Keltenstamm, genannt Helvetier, brach im Jahre 58 v. Chr. weiter nach Gallien auf. Nach der Schlacht von Bibracte zwang sie jedoch der römische Statthalter Julius Caesar zur Umkehr in die Schweiz. In der gleichen Zeitspanne besetzten die Römer die Schweiz von Süden her.

### Paetiliacum

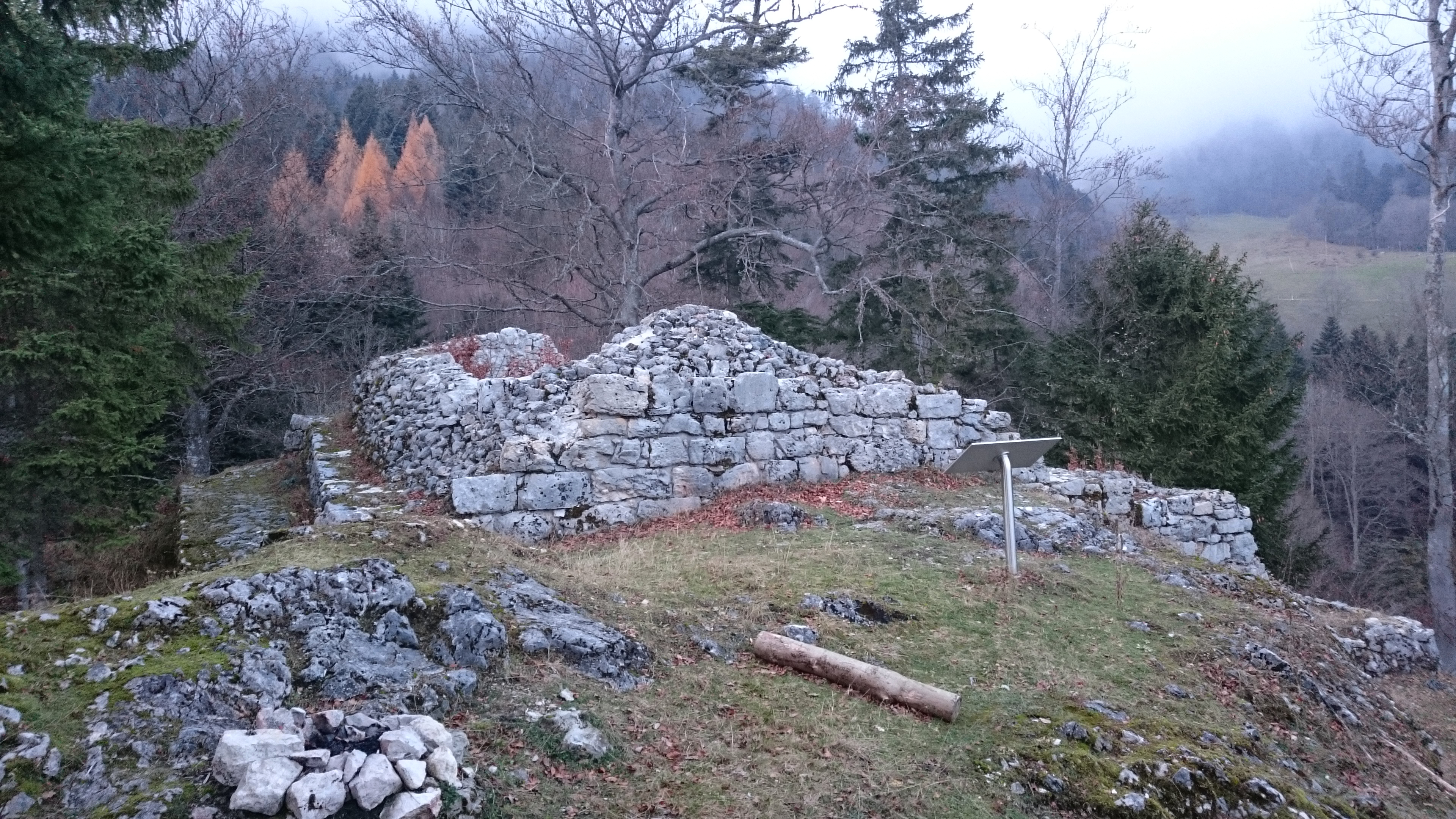
Ruinen des Bettleschlosses auf der Schlossflue oberhalb des Ortes

Über die darauffolgende Anwesenheit der Römer in Bettlach zeugt ein grosser Gutshof (villa rustica) mit dem Namen Paetiliacum, der westlich der reformierten Kirche ausgegraben wurde. Dieser soll dem römischen Kriegsveteranen Paetilius gehört haben. Auf diesen Namen wird auch der Ortsname Bettlach zurückgeführt. Bis heute wird ein zweiter römischer Gutshof auf dem östlichen Büelenhügel vermutet. Dessen Existenz ist jedoch unklar.
Das Bettlacher Gemeindegebiet durchzogen nachweislich zwei Römerstrassen von Petinesca (Studen BE) nach Salodurum (Solothurn), eine davon über das sogenannte «Römerbrüggli» in der Bettlacher Witi.
Über mehrere Jahrhunderte lebte die keltisch-römische Bevölkerung danach mehrheitlich in Frieden am Jurasüdhang. 260 n. Chr. drangen die Alamannen in die Region vor. Vermutlich wurde der römische Gutshof von Bettlach in dieser Zeit zerstört.
Im Jahre 401 wurden die römischen Kräfte aus Helvetien abgezogen, und im Jahre 450 erfolgte die unwiderrufliche Landnahme durch die Alamannen. Im 4. Jahrhundert waren ausserdem die Burgunder in der Gegend um Bettlach ansässig, bevor diese durch die Alamannen nach und nach bis zur heutigen Sprachgrenze bei Biel/Bienne zurückgedrängt wurden.
Unter den fränkischen Königsgeschlechtern der Merowinger und Karolinger wurde das Reich in Gaue und Marken eingeteilt. Dadurch geriet das Gebiet von Bettlach in den Zuständigkeitsbereich der Grafschaft Pippin. Zu dieser Grafschaft gehörten zu jener Zeit unter anderem die solothurnischen Gegenden links der Aare.
Im Jahre 630 ordnete der Frankenkönig Dagobert die Zuständigkeitsbereiche der Diözesen. Damals erhielten die Bistümer Lausanne, Basel und Konstanz ihre territoriale Form, die sie bis ins Jahr 1828 beibehielten. Bettlach gehörte zum Bistum Lausanne.
In der Folge kam es noch zu verschiedenen Reichseinteilungen. Die Gegend gelangte daher zuerst unter deutsche, schliesslich unter französische Oberhoheit.

### Bettleschloss
Auf der Schlossfluh, einem markanten Felsen im Wald oberhalb des heutigen Bettlachs, entstand um das Jahr 1000 die Burg Grenchen, welche geografisch auf Bettlacher Gemeindegebiet liegt und daher auch gerne Bettleschloss genannt wird. Das Bettleschloss wurde 1131 erstmals urkundlich erwähnt. Es gehört damit zu den frühen Rodungsburgen im Jura in der Schweiz. Am Anfang bestand die Höhenburg aus einer Holzburg und einer Wallanlage, erst um das Jahr 1150 wurde sie von ihren Besitzern, den Freiherren von Grenchen, neu als Steinburg mit einem Wohnturm und mehreren Anbauten errichtet. Bis zum Jahr 1200 wurden die Anbauten vergrössert und ein Backofen eingebaut.
Auf der Hofacherfluh in unmittelbarer Nähe entstand ein zweites Gebäude, die «Untere Burg».
Letzte Urkunden erwähnen die Burg 1224/1225. Sie war bis ins frühe 14. Jahrhundert bewohnt. Spätestens ab 1583 wurden die Reste der Burg zum Zwecke des Baus eines Gefängnisturms in Grenchen abgetragen.

Traditionslokal Restaurant «Marti» (Bätzischopf) auf einer Aufnahme von 1898

### Erste Erwähnung als Betelacho
Parallel zur Herrschaft der Herren von Grenchen wurde im Jahre 1181 Bettlach unter dem Namen Betelacho erstmals in einer offiziellen Urkunde erwähnt. Nebst Angaben über die Nachbargemeinde Selzach steht auch eine Flächenangabe für Betelacho in diesem Dokument. Die Rede ist von 70 Jucharten (25,2 Hektaren). Verglichen mit der heutigen Fläche des Dorfes (12,2 km²) ist es nur ein Bruchteil. Zurückführend auf Baumfunde in der Witi ist anzunehmen, dass der Bettlacher Wald damals viel weiter in die Aareebene reichte als heutzutage. Erst durch Rodung entstand baumfreies Gebiet für eine landwirtschaftliche Nutzung. Weiter werden in diesem Dokument acht Hütten erwähnt. Dies lässt vermuten, dass das Dorf damals ungefähr an die hundert Bewohner zählte.
Im Jahre 1214 wird Bettlach unter dem Namen Betelahe erneut erwähnt. In diesem Pergament steht erstmals der Name eines Dorfbewohners. Er hiess Burkhard von Bettlach (Burcardus de Betelahe).

Die Uhrenfabrik Kummer & Cie im Dorfzentrum (1924)

1279 und 1329 wird Bettlach erneut mit Bettelage bzw. Betlach erwähnt. Es stehen keinen weiteren Hinweise und Rückschlüsse zum Dorf in diesen zwei Dokumenten.
Bettlach wechselte oft seine Zugehörigkeit. Nachdem das Grenchner Geschlecht ausgestorben war, erbten die Grafen von Strassberg das Land. Politisch gehörte das Dorf im Jahre 1309 zusammen mit Selzach und dem Herrschaftssitz der Grenchner Herren, der Burg Grenchen, zur Herrschaft Altreu. Gleichzeitig war es aber kirchlich Grenchen und somit der Herrschaft Büren unterstellt. Die 1359 erwähnte Klemenz-Kapelle wird erstmals 1436 als Kirche bezeichnet.
Der Gerichtsort war lange Zeit Selzach. Nach weiteren zahlreichen Besitzerwechseln und Teilungen verkaufte der Solothurner Bürger Rudolf Sefried im Jahre 1389 wegen Geldproblemen die Herrschaft Altreu für 1400 Gulden an die Stadt Solothurn. Bettlach kam so an die Stadt Solothurn. Bis 1798 war Bettlach Teil der Vogtei Lebern mit dem Gerichtsort Selzach.
Den Kirchensatz hatte Bern spätestens ab 1496 inne, die pastorale Betreuung erfolgte von Grenchen aus. Das Patronat übernahm 1539 das St.-Ursen-Stift. Ab 1706 bildete Bettlach eine eigene katholische Pfarrei. Die reformierte Kirchgemeinde Grenchen-Bettlach wurde 1895 gegründet, seit 1953 besteht ein eigenes Pfarramt.
1742 wurde in Bettlach die erste Käserei eröffnet.

### Industrialisierung

Historisches Luftbild aus 300 m Höhe von Walter Mittelholzer (1925)

Nach dem Zusammenbruch des Ancien Régime (1798) gehörte Bettlach während der Helvetik zum Verwaltungsbezirk Solothurn und ab 1803 zum Bezirk Lebern. Schon im 18. Jahrhundert entstanden im Dorf einige kleine Uhrwerkstätten.
Eine alte Dorfrechnung des 18. Jahrhunderts berichtet vom «Uhrimacher», der gelegentlich für die Gemeinde Reparaturen ausführte. Erwähnt wird ein gewisser Jakob Atzli, der den Beruf eines Uhrmachers in einer kleinen Werkstatt ausübte. Das zeigt, dass man sich zu dieser Zeit nicht mehr bloss in der Landwirtschaft betätigte. Es ist anzunehmen, dass die Industrialisierung Bettlachs schrittweise erfolgte und ungefähr parallel mit jener der Nachbargemeinde Grenchen verlief, wo die Uhrenindustrie 1851 ihren Einzug hielt.
1857 erhielt Bettlach einen Haltepunkt an der Verlängerung der neu eröffneten Bahnstrecke Solothurn–Herzogenbuchsee. 1886 wurde die neue katholische Dorfkirche im neuromanischen Stil eingeweiht.
Der eigentliche wirtschaftliche Aufschwung erfolgte ab 1890 mit der Gründung mehrerer Uhrenfabriken. Massgeblich beteiligt war hierbei Eduard Kummer, der als Bürger von Bettlach mit 15 Jahren nach Charquemont umsiedelte, um dort das Uhrmacherhandwerk zu erlernen.

#### Gründung der Eduard Kummer Bettlach (EKB)
Nach seiner Rückkehr bildete er sich in Reconvilier und Grenchen weiter aus und stieg im noch meist unbekannten Handwerk schnell auf. Im Nebenberuf war Kummer noch als Wirt in Grenchen und Posthalter in Bettlach tätig. Nachdem er versucht hatte, die ebenfalls von ihm 1882 mitgegründete Ebauchesfabrik Obrecht u. Co. allein zu übernehmen, traten einige Bettlacher Bürger mit der Bitte an ihn heran, anstatt in Grenchen doch in seiner Heimatgemeinde ein eigenes Unternehmen zu errichten. Kummer gelangte in den Besitz des erforderlichen Baulandes im Dorfzentrum, wo zuvor ein Gebäude stand, welches dem Dorfbrand von 1886 zum Opfer gefallen war. Dort erstellte Eduard Kummer seine Uhrenfabrik. Im Gründungsjahr 1888 beschäftigte er bereits 15 bis 20 Arbeiterinnen und Arbeiter.
Anfänglich befasste man sich mit der Fabrikation von Ébauches, da nach solchen eine grosse Nachfrage bestand. Zu den Abnehmern von Kummers Uhrenkomponenten gehörten unter anderem die noch heute bekannten Marken wie Longines und Certina SA. Schon bald konnte die Produktion von Fertiguhren aufgenommen werden. Dieser Umstand wiederum erforderte zahlreiche Erweiterungsbauten, die zwischen den Jahren 1890 und 1929 entstanden. Die Firma wurde in eine Aktiengesellschaft mit dem Namen Fabrique d’Horlogerie Ed. Kummer SA umgewandelt.

Frühere katholische Kirche im neuromanischen Stil, 1966 abgerissen

Zwischen 1900 und 1910 stand Bettlach in der schweizerischen Bevölkerungsstatistik an oberster Stelle. In dieser Zeit konnte das Dorf die höchste Zuwachsrate an Einwohnern in Prozenten verzeichnen. Dies war die Folge der guten Wirtschaftslage und der aufstrebenden Uhrenfabriken in der Gemeinde. Der Übergang von der Fabrikation von Uhrenbestandteilen zu Fertiguhren steigerte den Bedarf an Arbeitskräften und führte unter anderem zum Bau von fabrikeigenen Wohnhäusern im Jahre 1908 für die stark angewachsene Arbeiterbevölkerung.

#### Blüte der Uhrenindustrie
Die Zeit des Ersten Weltkrieges war durch Hochkonjunktur gekennzeichnet, welche die Zahl der in der Uhrenindustrie Bettlachs beschäftigten Arbeiter auf 720 anwachsen liess. Zahlreiche Uhrenmarken entstanden in dieser Zeit unter der Führung von Eduard Kummer. Die bekanntesten Bettlacher Uhrenmarken hiessen «Inventic» und «Ariston». Die Marke «Ariston» beispielsweise wurde am 3. Januar 1914 in der Schweiz und bereits zuvor am 4. Mai 1911 in Argentinien markenrechtlich geschützt. Die «Ariston»-Uhren waren zur damaligen Zeit weltbekannt. Bis 1914 stellte man Taschenuhren, danach auch Armbanduhren der Typen Anker, Cylinder und Roskopf her.

Während zu Beginn der Uhrenindustrie noch die Wasserkraft als Antrieb für die Produktionsmaschinen genutzt wurde, erbrachte zu einem späteren Zeitpunkt ein Lokomobile die notwendige Energie. Im Januar 1905 wurde in Bettlach die elektrische Strassenbeleuchtung eingeführt. Es ist anzunehmen, dass sich die Industrie zur selben Zeit die revolutionäre Energiequelle als Antriebskraft für die Maschinen zu Nutze machte.

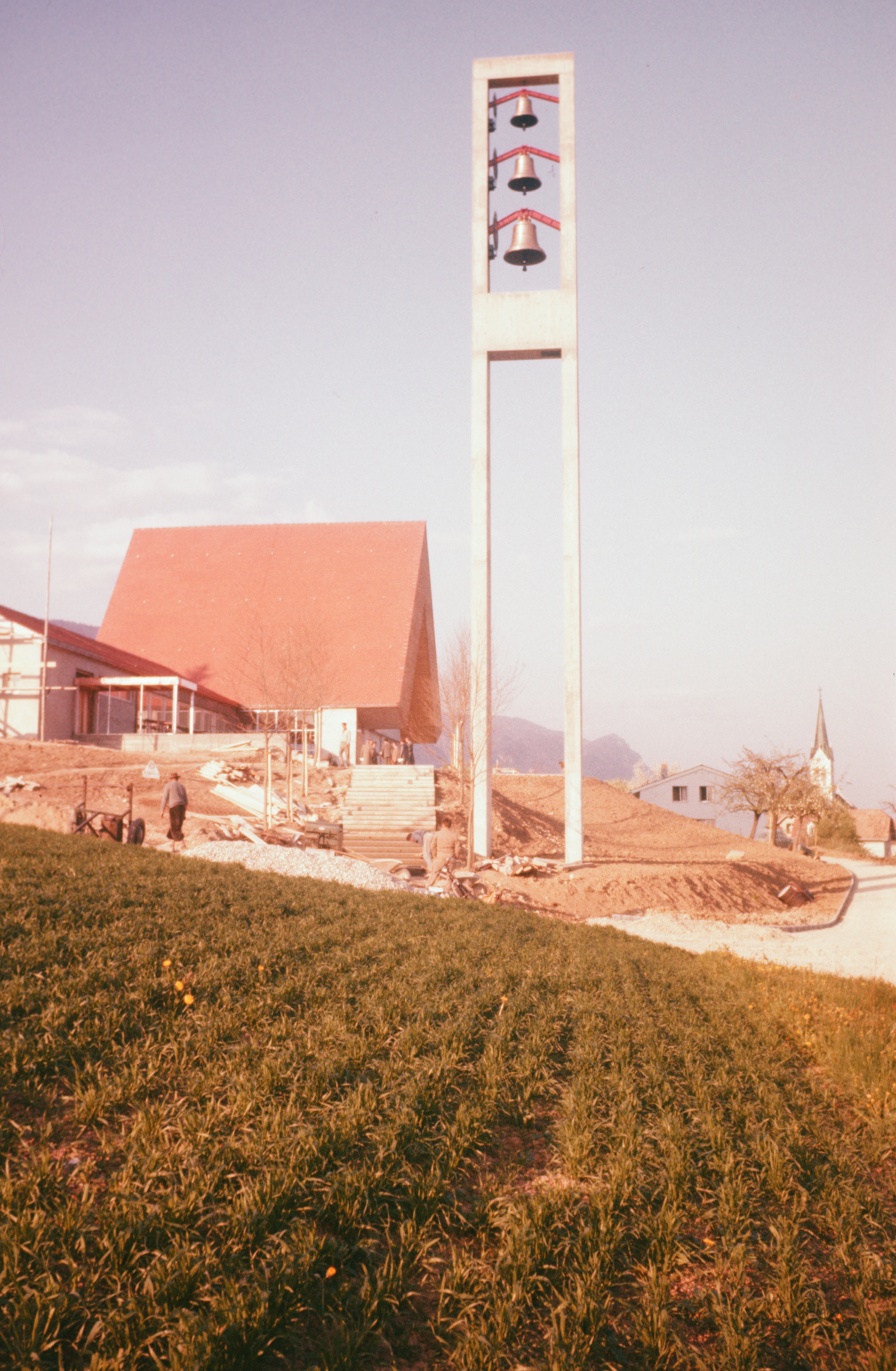
Neuerstellte reformierte Markus-Kirche (1959), im Hintergrund die frühere katholische Kirche

#### Weltwirtschaftskrise und Untergang der Kummer-Fabrik
Die Krise der 1920er Jahre brachte die Bettlacher Uhrenfabrik in gewaltige finanzielle Schwierigkeiten. Mit einer Verschuldung von 2,5 Mio. Franken musste die Firma Ed. Kummer AG im Jahr 1922 um Nachlassstundung nachsuchen. Diese wurde ihr mit einer Nachlassdividende von 40 % bewilligt. Schon bald danach, im Jahr 1927, erschütterte ein erneuter Verlust, ausgelöst durch Veruntreuungen von einem hohen Angestellten und zwei Kunden, das Unternehmen. Nur unter grossen Anstrengungen gelang es der Firmenleitung, sich von diesem Rückschlag zu erholen.
Die schweren Krisenjahre der 1930er Jahre besiegelten den Niedergang der Fabrik Kummer endgültig. So wurde sie im Juli 1931 von der ASUAG (Allgemeine Schweizerische Uhrenindustrie AG) gekauft. Im Jahr 1932 übernahm die Ebauches AG die Rohwerkabteilung für Anker- und Zylinderuhren, während sie jene des Typs Roskopf 1939 angliederte. Unter dem Firmennamen «Ed. Kummer AG» produzierte man fortan mit einem stark reduzierten Personalbestand nur noch Fertiguhren, unter anderem unter der Marke Atlantic.
Die Arbeitslosigkeit in Bettlach nahm verheerende Ausmasse an. Während der Jahre 1930 bis 1940 mussten für die öffentliche Arbeitslosenunterstützung 1'790'112 Franken aufgewendet werden. Infolge dieser Notstandsarbeiten und der an die Arbeitslosen-Versicherungskasse ausgerichteten Subventionen geriet die Gemeinde in arge Schulden, welche eine Höhe von 381'000 Franken erreichten. Dies hatte eine jährliche Schuldenverzinsung von 15'185 Franken zur Folge, was für die damalige Zeit ein ausserordentlich hoher Betrag war.
Ende 1938 kletterte die Arbeitslosenquote auf ihren höchsten Stand. Bei einer Bevölkerung von rund 1900 Personen zählte man 389 Arbeitslose. Bei den enormen finanziellen Belastungen und düstern Zukunftsaussichten konnte der Gemeindehaushalt nicht mehr im Gleichgewicht gehalten werden. Der Kanton Solothurn sprach am 30. November 1938 der Bettlacher Gemeindekasse einen jährlichen Betrag von 9600 Franken zu.

### Während des Zweiten Weltkrieges
Nach einer ersten Orientierung der Schüler über den Zweiten Weltkrieg am 1. September 1939 wurden die Schulen vorübergehend geschlossen. Mit der Mobilmachung der Gesamtarmee am folgenden Tag mussten auch viele Bewohner Bettlachs einrücken.

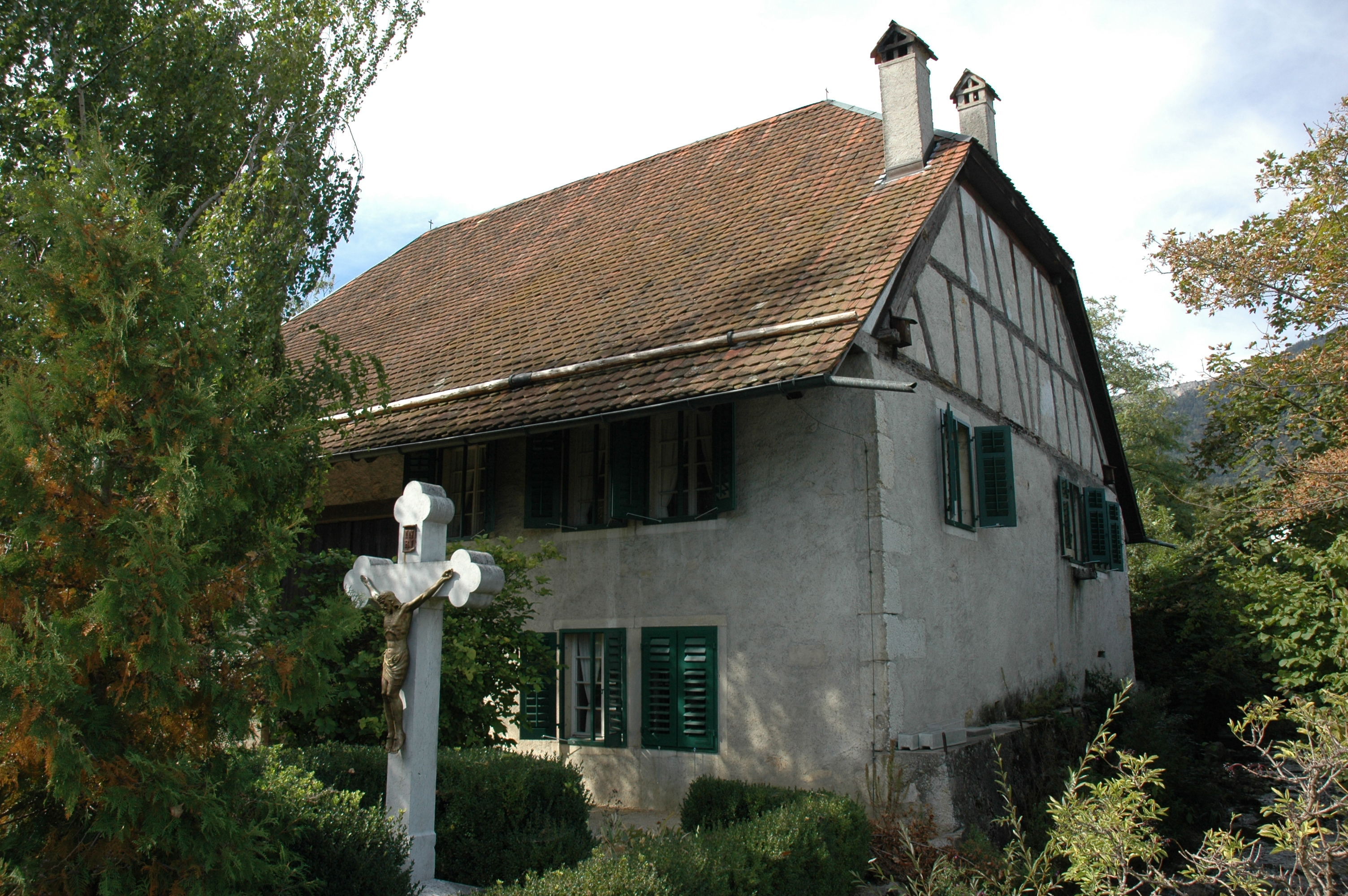
Zähnteschür als früheres Lagerhaus für Naturalabgaben im Ortskern von Bettlach (2005)

Die neue Kriegssituation veranlasste die Aufstellung der Ortswehren, die im Notfall aufgeboten werden konnten. Bettlach rekrutierte dabei 62 Männer, die mit Gewehren der Generation 1889 bewaffnet wurden. Ihre Aufgabe bestand in der Überwachung der Bahngeleise zwischen Grenchen und Selzach und der Flurkontrolle, da die Gemüsediebstähle zunahmen.
Zwischen November 1940 und September 1944 musste das ganze Dorf verdunkelt werden. So fanden in dieser Zeit keine Gesellschaftsanlässe mehr statt. Auch Lebensmittel und Treibstoffe wurden knapp, sodass ein PW-Fahrverbot eingeführt wurde. Um mehr Lebensmittel zu produzieren, wurde Bettlach angewiesen, den Plan Wahlen umzusetzen, der die Anbaufläche erweitern sollte. So musste auch der alte Fussballplatz östlich des Gasthofes «St. Urs und Viktor» einem Kartoffelacker weichen.
Bettlach war vom direkten Kriegsgeschehen nicht betroffen. Einheiten der Kavallerie oder der Infanterie wurden öfters im Dorf einquartiert. Gegen Kriegsende flogen auch alliierte Bomber auf dem Weg zu italienischen Rüstungszentren über Bettlach.
Als am 8. Mai 1945 das Ende des Krieges verkündet wurde, schlossen aus Freude die Fabriken im Dorf, und die Kirchenglocken wurden geläutet.

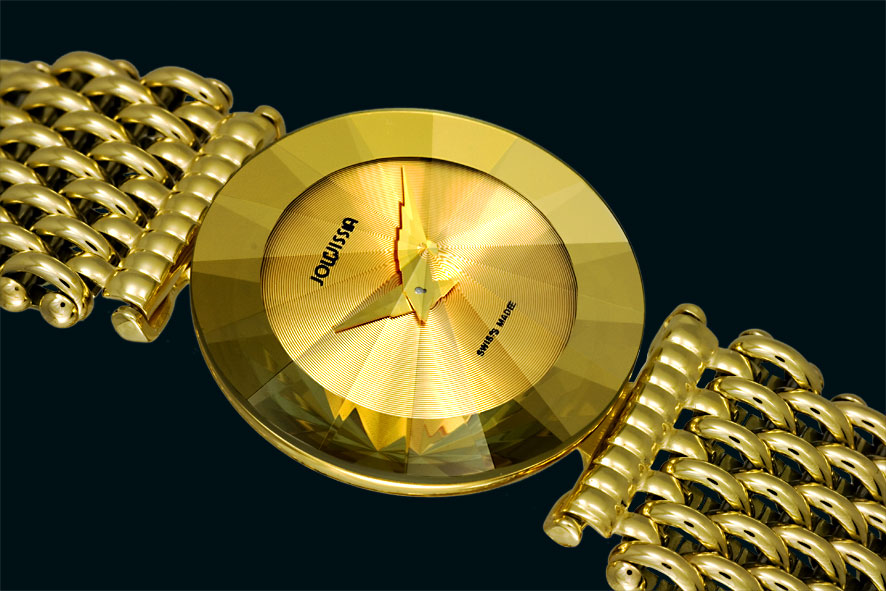
Das Jowissa-Uhrenmodell Pyramide

### Neuzeit
In der Hochkonjunktur der 1950er und 1960er Jahre entstanden neue Wohnquartiere, und Bettlach wurde allmählich zur Agglomerationsgemeinde von Grenchen. 1966 wurde die neuromanische Kirche im Ortszentrum abgerissen und durch einen Neubau von Walter Maria Förderer ersetzt. 1974 wurde das neue Schulhaus Ischlag eröffnet.
Die Bettlacher Uhrenindustrie entwickelte sich trotz der wechselnden wirtschaftlichen Lage stets weiter. 1951 wurde mit der Josef Wyss AG eine Uhrenfabrik gegründet, die sich stark auf den Export fokussiert. In den 1960er Jahren kamen Anhängeruhren mit geschliffenem Glas in Mode, wo Jowissa eine Vorreiterrolle bei dieser Technik übernahm. Die grosse Krisenanfälligkeit durch industrielle Monokultur, die sich schon zuvor gezeigt hatte, bestätigte sich auch in der Quarzkrise von 1973. Der grösste Arbeitgeber Ebauches entliess die Hälfte seiner 850 Mitarbeiter. Weitere Arbeitsplätze gingen in anderen Zulieferfirmen verloren.
In der Folgezeit fand eine starke Diversifizierung der Industrie statt, die sich zuvor fast ausschliesslich auf die Uhrenbranche und Zulieferbetriebe konzentriert hatte. Dennoch existiert mit Atlantic Watches bis heute ein direkter Nachfolger der Ed. Kummer AG, wenn auch nicht mehr in Bettlach, sondern seit 2008 im nahe gelegenen Lengnau BE. In Bettlach firmieren noch diverse kleinere Uhrenmanufakturen, so unter anderem der Familienbetrieb Jowissa, der mittlerweile in dritter Generation geführt wird. Jowissa ist einer der wenigen Schweizer Uhrenhersteller, die weiterhin Uhren mit Glasschliff anbieten. Nach Eduard Kummer ebenso wie nach der Marke «Ariston» wurden Strassen in Bettlach benannt. Gleichzeitig unterhält die ETA SA als Tochter der Swatch Group (und damit als Nachfolger der ASUAG) noch ein Ébauches- und Fournituren-Werk an der Hauptstrasse.
Von der Rezession unberührt, entwickelten sich in Bettlach fortan andere Industriezweige – unter anderem im Bereich der Medizinaltechnik. 1946 gründete Robert Mathys den Vorläufer der heutigen Mathys AG als Einmannbetrieb. Von Anfang an spezialisierte sich Mathys auf die Herstellung von Decolletageteilen aus nicht rostenden Chromnickelstählen. Durch den Kontakt zwischen Robert Mathys und der Arbeitsgemeinschaft für Osteosynthesefragen (AO) entstanden ab Ende der 1950er Jahre neuartige Instrumente für die Knochenchirurgie. Für seine Verdienste erhielt Robert Mathys im Dezember 1974 die Würde eines Ehrendoktors der Universität Bern. Die von Mathys zusammen mit der AO entwickelten Instrumente und Implantate gelten weltweit als Standard und sind weitgehend in die internationalen Normen aufgenommen worden. Im Sommer 2003 wurde der Bereich Osteosynthese der Mathys an Synthes veräussert. Der Bettlacher Teil der Firma firmiert seither unter Mathys AG.
Am 7. Juni 2007 verwüstete nach einem schweren Unwetter der Giglerbach Teile des Dorfes. Innert kurzer Zeit fielen bei der Wetterstation der Eidgenössischen Forschungsanstalt für Wald, Schnee und Landschaft auf dem Bettlestock rund 70 Liter Wasser pro Quadratmeter, davon alleine 62,2 Liter zwischen 18 Uhr und 19 Uhr. Dies führte im Einzugsgebiet des Bachs zu einer Schlammlawine. Eine Brücke wurde weggerissen, mehrere weitere Durchlässe blockiert. Rund 3000 Kubikmeter Geröll mussten aus dem Bachlauf entfernt werden. Es kam zu keinen Personenschäden. In den folgenden Jahren wurden verschiedene Schutz- und Sanierungsmassnahmen getroffen, um derartige Hochwasser zu verhindern. Darunter zählen unter anderem der Bau von Geschiebesammlern und die Sanierung von Bachdurchlässen.
2014 wurde das Bauernhaus im Naturschutzgebiet Bettlachstock durch die Schweizer Armee kontrolliert gesprengt. Dies erwirkte nationales Medieninteresse. Bis 2015 wurde der Bauschutt abtransportiert und aufgeräumt. Dabei wurden auch Unterschlupfwinkel für Kleintiere angelegt. Der Bettlachstock wird seither den Pflanzen und Wildtieren überlassen, und die letzten Steinhaufen werden von der Natur eingenommen. Im Jahr 2021 wurden die dortigen Buchenwälder zum UNESCO-Weltnaturerbe erhoben.

## Bevölkerung
Die ständige Wohnbevölkerung Bettlachs betrug im Jahr 2023 4978 Einwohner. Damit gehört Bettlach zu den mittelgrossen Gemeinden des Kantons Solothurn. Mit 19,7 Prozent (2023) ist knapp jeder fünfte Bewohner ausländischer Herkunft.
| Jahr      | 1666 | 1798 | 1850 | 1900 | 1910  | 1950  | 1960  | 1970  | 1980  | 1990  | 2000  | 2010  | 2020  | 2023  |
| --------- | ---- | ---- | ---- | ---- | ----- | ----- | ----- | ----- | ----- | ----- | ----- | ----- | ----- | ----- |
| Einwohner | 338  | 376  | 596  | 935  | 1'477 | 2'061 | 2'796 | 4'046 | 3'851 | 4'114 | 4'721 | 4'864 | 4'911 | 4'978 |

Erste Angaben über die Bevölkerungszahl in Bettlach finden sich in derselben Urkunde, in der das Dörfchen im Jahr 1181 überhaupt zum ersten Mal erwähnt wurde. Später lassen alte Grundbücher viele Rückschlüsse zu. Darin auch sind die Besitzverhältnisse und die Abgaben von verschiedenen Grundstücken aufgezeichnet. So findet man nebst den ältesten Bettlacher Geschlechtern auch längst vergessene Flurnamen wieder.
Die Bevölkerungsentwicklung Bettlachs war seit je stark von der wirtschaftlichen Situation abhängig. Anfang der 1900er Jahre stieg die Wohnbevölkerung aufgrund der Uhrenindustrie stark an. Ein weiterer markanter Anstieg wurde während der 1960er Jahre beobachtet, bevor die Uhrenkrise der 1970er Jahre zu einem leichten Bevölkerungsrückgang führte. Seit 1990 steigt die Einwohnerzahl erneut an, was auf den Bau neuer Wohnquartiere zurückzuführen ist. In den letzten Jahren stagnierte das Bevölkerungswachstum Bettlachs. Zwischen 2010 und 2019 wurde lediglich noch ein Anstieg von 2,7 Prozent verzeichnet.
Im Hinblick auf die verwendeten Sprachen ergab sich bei der Volkszählung im Jahr 2000 das folgende Bild: 88,3 % sprachen Deutsch, 3,2 % Italienisch, 1,7 % Französisch und 1,3 % Serbisch oder Kroatisch.

## Wirtschaft

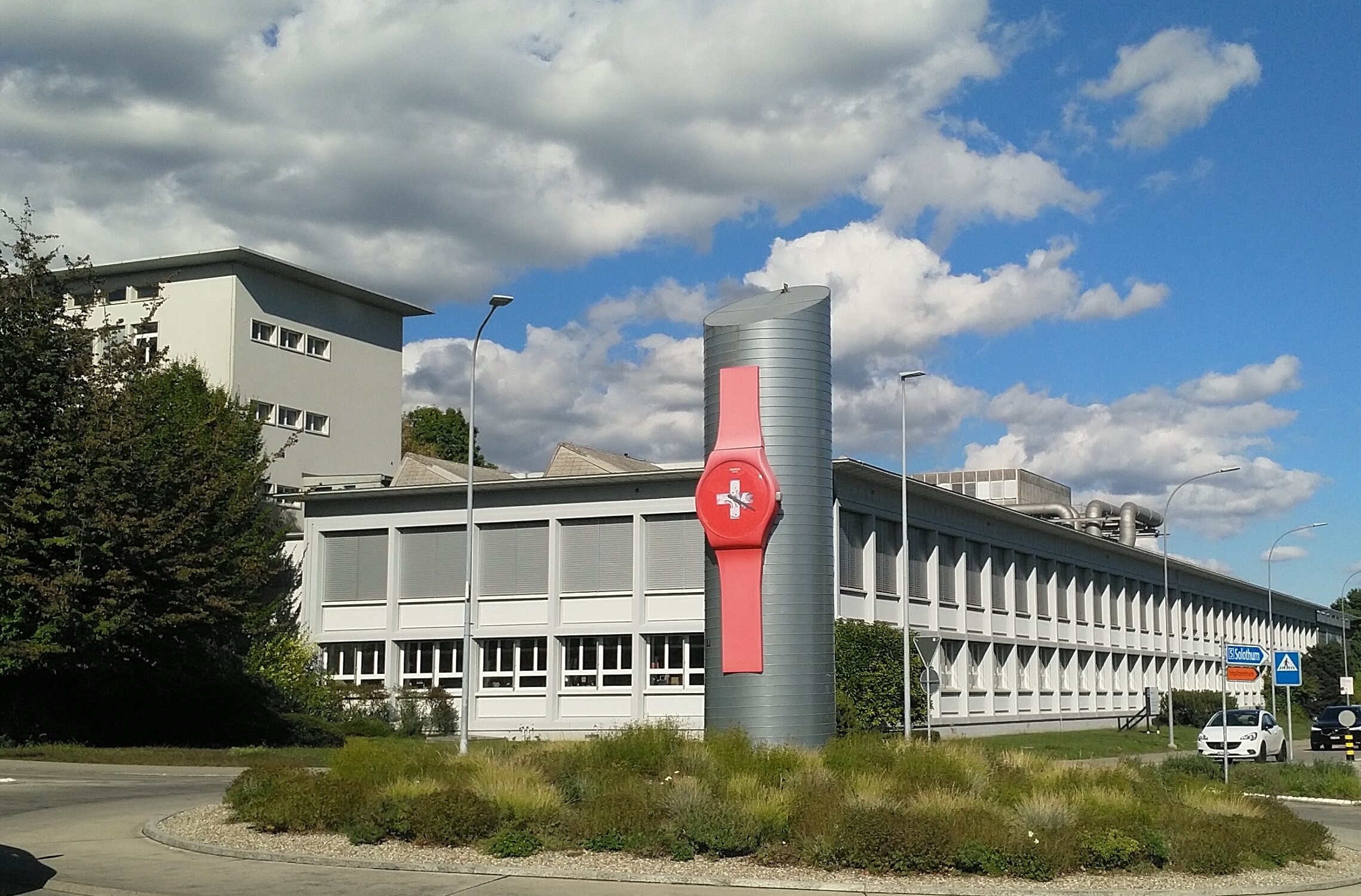
Werk 5 der ETA SA in Bettlach

Bettlach war bis zu Beginn des 20. Jahrhunderts ein vorwiegend durch die Landwirtschaft geprägtes Dorf. Die Wasserkraft des Giglerbachs wurde schon seit dem 16. Jahrhundert für den Betrieb von Sägereien genutzt. Ab etwa 1890 erlebte der Ort eine rasche Industrialisierung durch die Gründung mehrerer Uhrenfabriken.
Die Industrie ist nach diversen Krisen der Uhrenbranche heutzutage diversifizierter. Während 2001 noch 5 % der Erwerbstätigen im primären Sektor und 69 % im industriellen Sektor tätig waren, vereinigte der Dienstleistungssektor 26 % der Arbeitskräfte auf sich. 2018 zählte das Bundesamt für Statistik 2106 Arbeitsplätze in Bettlach, wovon 52 auf den 1. Sektor, 1281 auf den 2. Sektor und 773 auf den 3. Sektor entfielen. Damit nahm die Erwerbstätigkeit in der Landwirtschaft in den letzten zwei Jahrzehnten nur leicht ab, während ein Trend vom industriellen Sektor zum Dienstleistungssektor anhält.
Dennoch ist der Anteil der Erwerbstätigen am 2. Sektor verglichen mit anderen Gemeinden hoch. Massgebliche Arbeitgeber für den 2. Sektor sind die ETA SA mit der Produktion von Uhrenbestandteilen sowie die Mathys AG, die sich auf die Herstellung von chirurgischen Implantaten spezialisiert hat. Daneben gibt es zahlreiche kleinere und mittlere Unternehmen in den Bereichen Maschinenbau, Metallbau, Baugewerbe, Elektronik, Gartenbau, Möbelschreinerei und Messtechnik sowie in mechanischen Werkstätten.
Der primäre Sektor konzentriert sich auf Ackerbau, Gemüsebau und Obstbau in der Aareebene sowie auf Viehzucht und Forstwirtschaft in den oberen Gemeindeteilen. Die grösseren Industrie- und Gewerbegebiete von Bettlach erstrecken sich entlang der Hauptstrasse von Solothurn nach Grenchen und in Bahnhofnähe.
Das Dorf hat sich dank seiner attraktiven Lage in den letzten Jahrzehnten auch zu einer Wohngemeinde entwickelt. Ausgedehnte neue Wohnquartiere entstanden seit 1980 am Hang westlich des alten Ortskerns und des Giglerbachs, so dass das ehemalige Wiesland zwischen Bettlach und Grenchen heute weitgehend überbaut ist. Auch oberhalb des Dorfplatzes, in der Allmend und auch auf der Büelen entstanden in den letzten Jahren zahlreiche Neubauten in Form von Ein- und Zweifamilienhäusern.
Neben zahlreichen Zupendlern sind viele Erwerbstätige Wegpendler, die hauptsächlich in Grenchen, aber auch in den Regionen Solothurn und Biel arbeiten.

## Politik
Der Gemeinderat (Exekutive) besteht inklusive der Gemeindepräsidentin Barbara Leibundgut (FDP) aus 11 Mitgliedern. Die Sitze verteilten sich dabei wie folgt:
| Partei                                        | 2021–2025 | 2017–2021 | 2013–2017 |
| --------------------------------------------- | --------- | --------- | --------- |
| FDP.Die Liberalen                             | 4         | 5         | 4         |
| Sozialdemokratische Partei                    | 3         | 2         | 2         |
| Schweizerische Volkspartei                    | 2         | 2         | 2         |
| Christlichdemokratische Volkspartei/Die Mitte | 2         | 2         | 3         |

## Verkehr
Die Gemeinde ist verkehrstechnisch sehr gut erschlossen. Sie liegt an der alten Hauptstrasse T5 von Solothurn nach Biel. Der nächste Anschluss an die Autobahn A5, die 2002 eröffnet wurde und das Dorf vom Durchgangsverkehr entlastete, befindet sich rund 5 km vom Ortskern entfernt.
Am 1. Juni 1857 wurde die Eisenbahnlinie von Solothurn nach Biel in Betrieb genommen. Der Bahnhof Bettlach wurde jedoch erst 1906 eingerichtet. 1970/71 wurde ein neues Bahnhofsgebäude errichtet. Dieses wurde allerdings 30 Jahre später wieder zurückgebaut. Das Dorf war mit Regionalzügen ans Netz der SBB angebunden, die am Tag im Halbstundentakt nach Biel und Solothurn verkehrten. Seit 2022 wird der Bahnhof Bettlach durch die S20 der S-Bahnen Olten-Solothurn bedient.

Bahnhof Bettlach im Laufe der Zeit
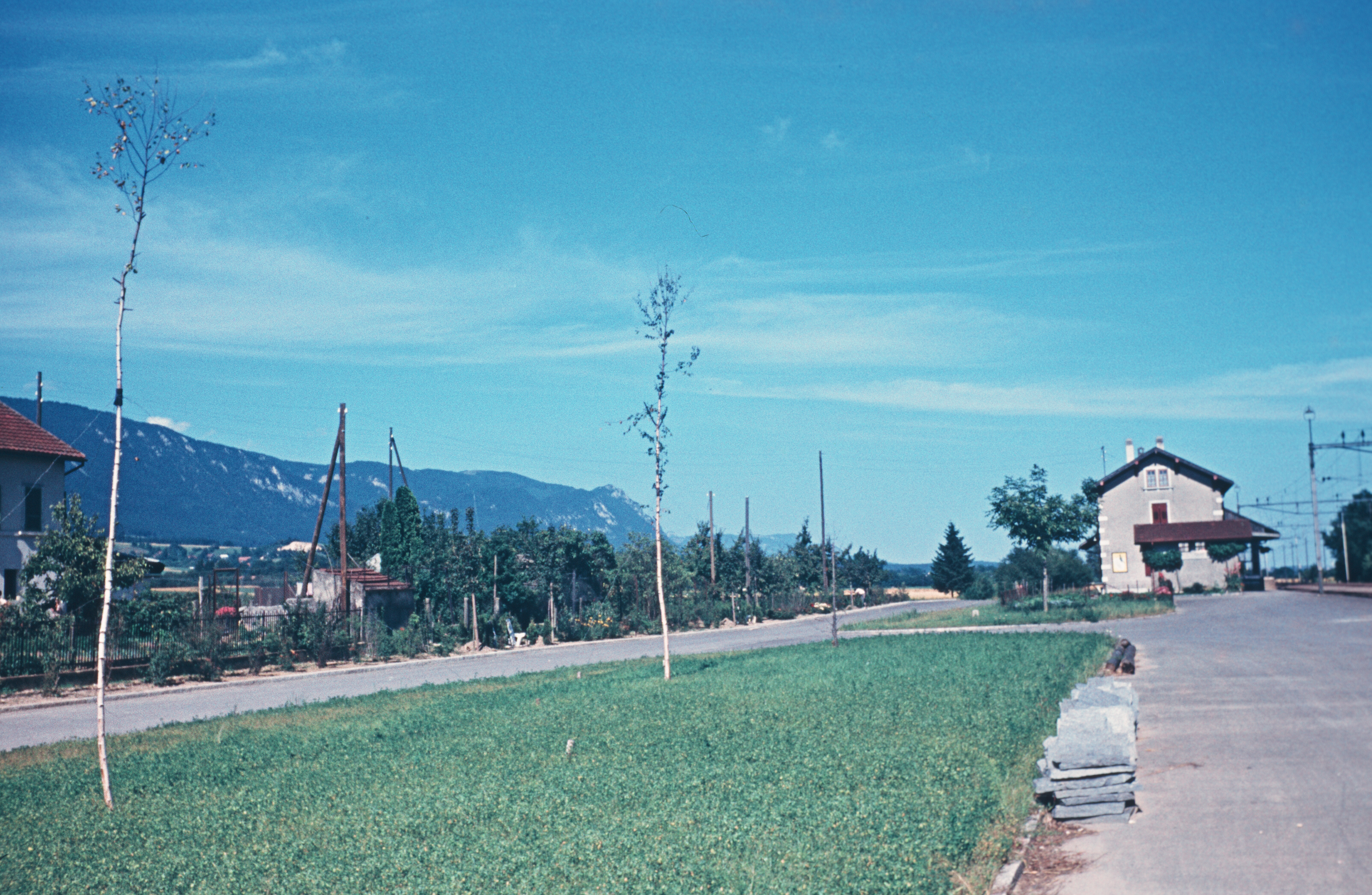
Erstes Stationsgebäude (Aufnahme 1954)
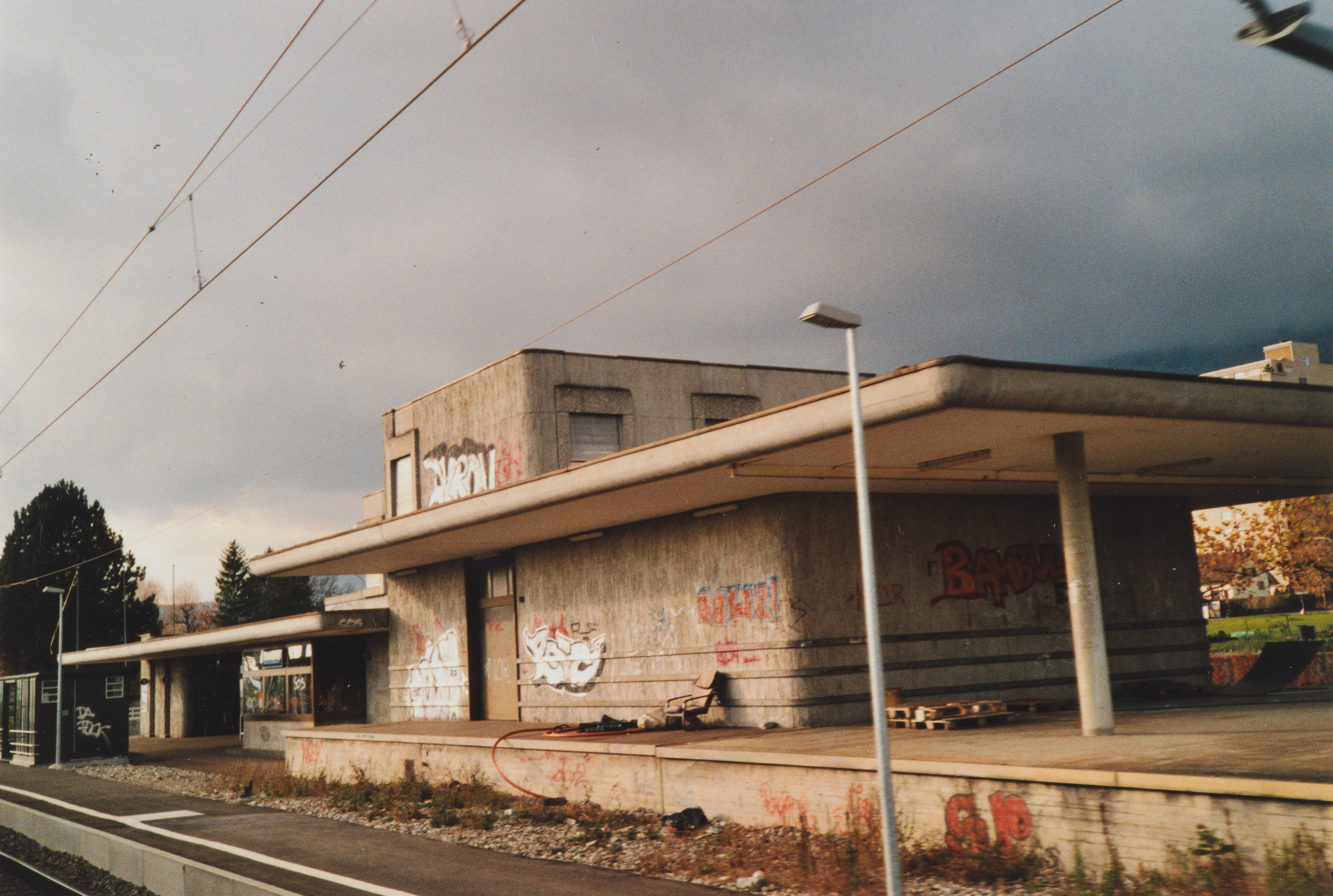
Das Gebäude von 1970/71 (Aufnahme 2000)
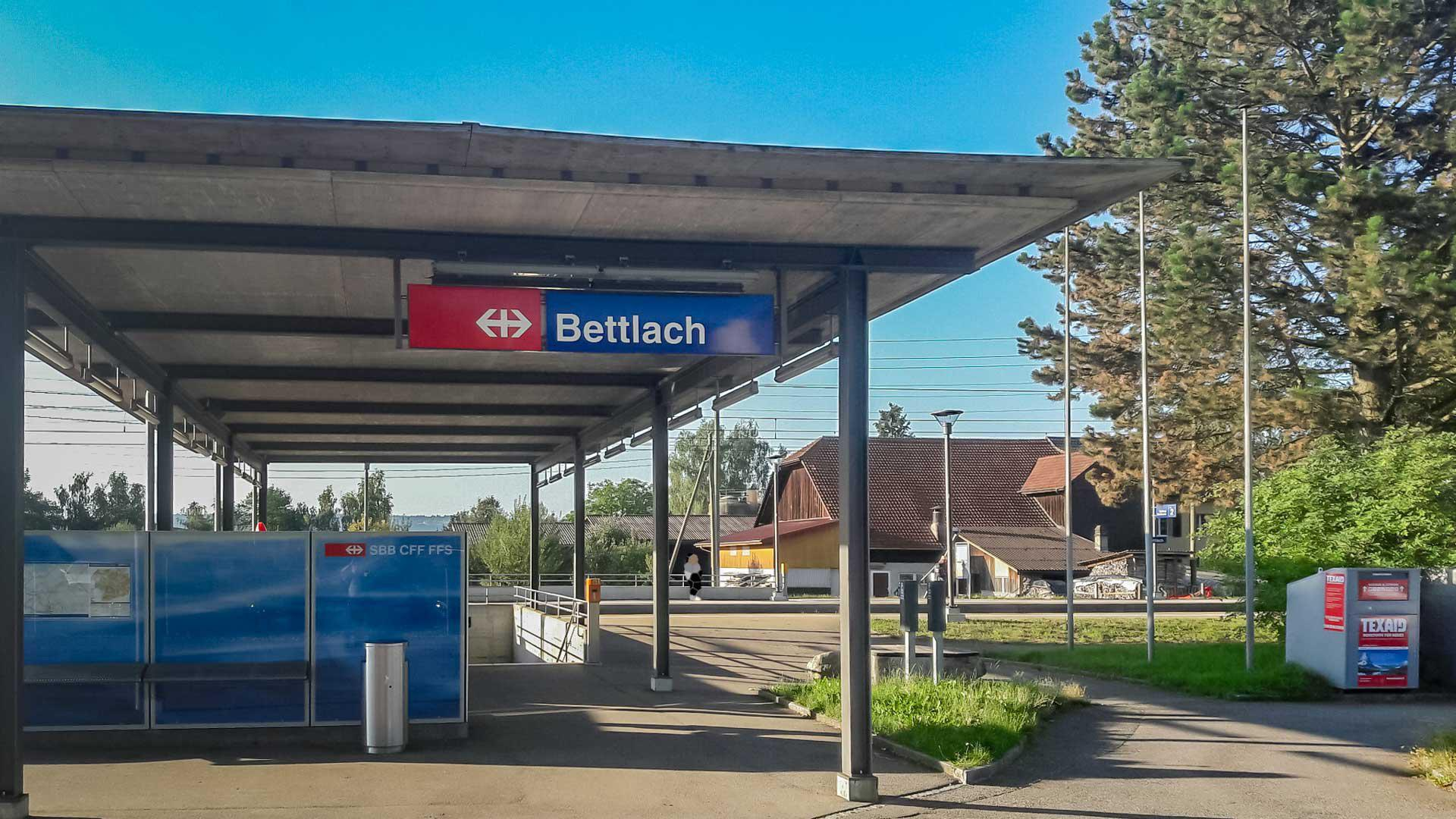
Die aktuelle Station (Aufnahme 2018)

Durch mehrere Buslinien der Busbetriebe Grenchen und Umgebung sind alle Dorfteile auch an das überörtliche Busnetz angebunden. Die Bahnhöfe Grenchen Nord und Grenchen Süd sind mit direktem Anschluss nach Basel, Genf und Zürich so mit dem öffentlichen Verkehr erreichbar. In den Nächten Freitag/Samstag und Samstag/Sonntag verkehren ausserdem Moonliner-Nachtbusse zwischen Solothurn und Biel mit Haltestellen in Bettlach.
Das Busnetz wurde in den letzten Jahren stetig ausgebaut. Seit 2010 verkehren tagsüber insgesamt vier Buslinien und spätabends eine Buslinie von Bettlach nach Grenchen. Seit Dezember 2005 verbindet zudem eine Innerortslinie den Bahnhof Bettlach mit dem nördlichen Gemeindeteil Allmend. Das bei (Kantons-)schülern beliebte Angebot dieser Linie wurde in den Anfangsjahren mehrfach den Bedürfnissen angepasst. Trotzdem erreichte der Ortsbus (Linie 31) knapp nicht den kantonal geforderten Deckungsgrad von 20 Prozent. Dennoch wurde die Linie aufrechterhalten, da sie ab 2026 in das Buskonzept Grenchen integriert werden soll.
Das Buskonzept 2026 sieht vor, die Linien komplett zu überarbeiten. Nach aktuellem Planungsstand würde Bettlach dann mit vier Linien erschlossen werden:
- Linie A (Biel Stadion – Bettlach Dorfplatz)
- Linie C1 (Grenchen Fichtenweg – Bellach Schulhaus), würde über Bettlach Dorfplatz verkehren
- Linie C2 (Grenchen Holzerhütte – Bettlach Bergstrasse)
- Linie E (Bettlach Dorfplatz – Lengnau Industrie Süd)

## Sehenswürdigkeiten

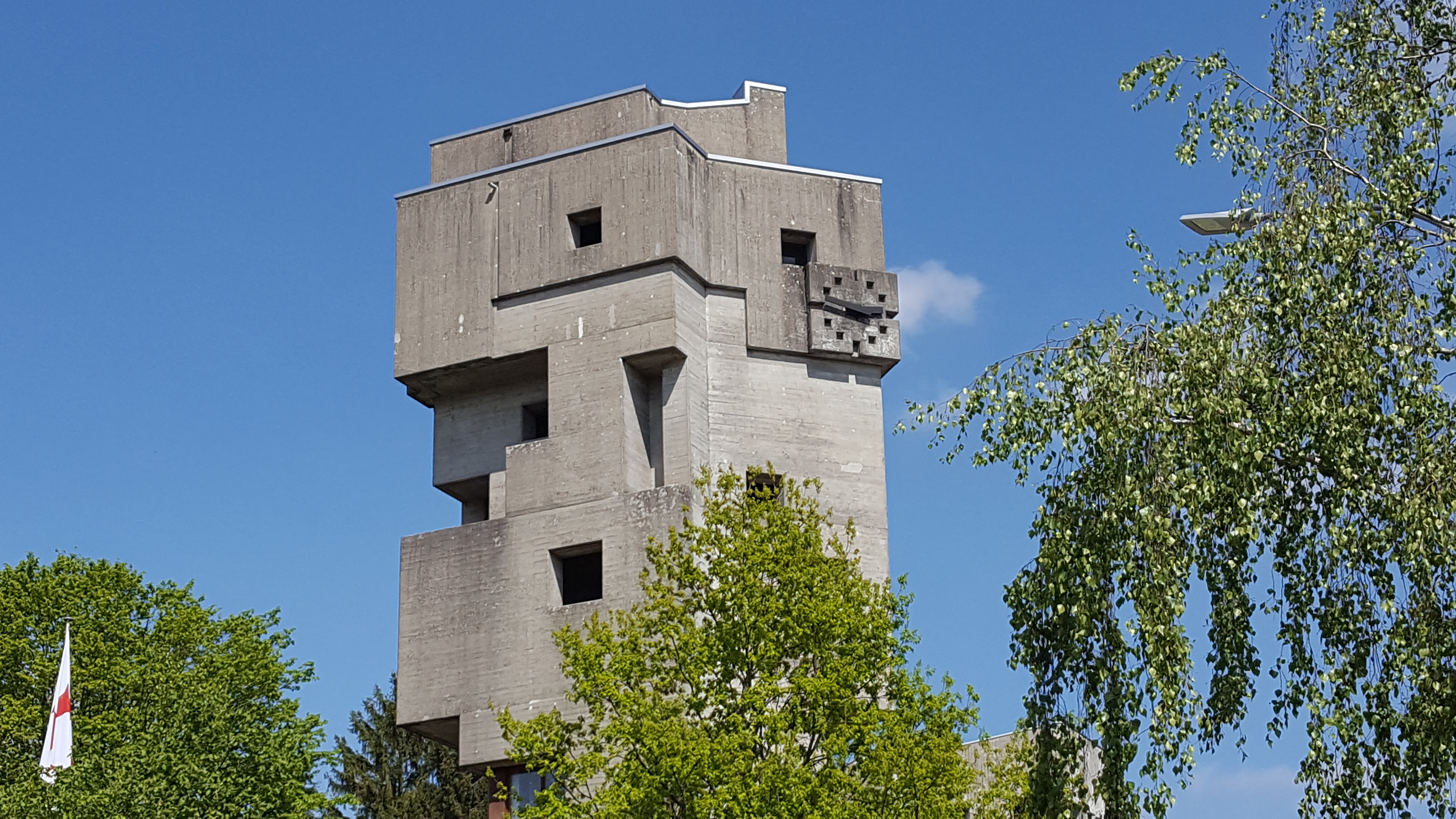
Turm der katholischen Kirche St. Klemenz

### Gebäude
Die katholische Kirche St. Klemenz wurde 1967–1969 nach Plänen des Architekten Walter Maria Förderer gebaut. Sie gehört zu einer Reihe von acht Kirchenbauten Förderers in ähnlicher Gestaltung. Ihre Sichtbeton-Architektur wird dem Brutalismus und Neoexpressionismus zugerechnet. Der Grundriss enthält viele schräge Winkel und Stufen. Der Kirchturm ist an ein Sockelgeschoss mit Versammlungsräumen und Pfarreisaal gebaut. Darüber wurden Pfarrhaus und Kirche errichtet. Deren Innenausbau ist mit dunklem Eichenholz gestaltet. An Turm, Kirchsaal und über dem Eingang treten drei Betonkreuze hervor. Die St.-Klemenz-Kirche, seit 2011 unter Denkmalschutz, steht an derselben Stelle wie ihre Vorgängerbauten gleich neben dem Gemeindehaus. Die Kirche wurde ab 2010 umfassend renoviert.
Die reformierte Markuskirche stammt von 1959. Sie hat einen freistehenden, weissen Glockenturm. Projektiert wurde die Markuskirche vom Architekten Kleiber. Die farbigen Glasfenster des Baus stammen von Max Brunner.

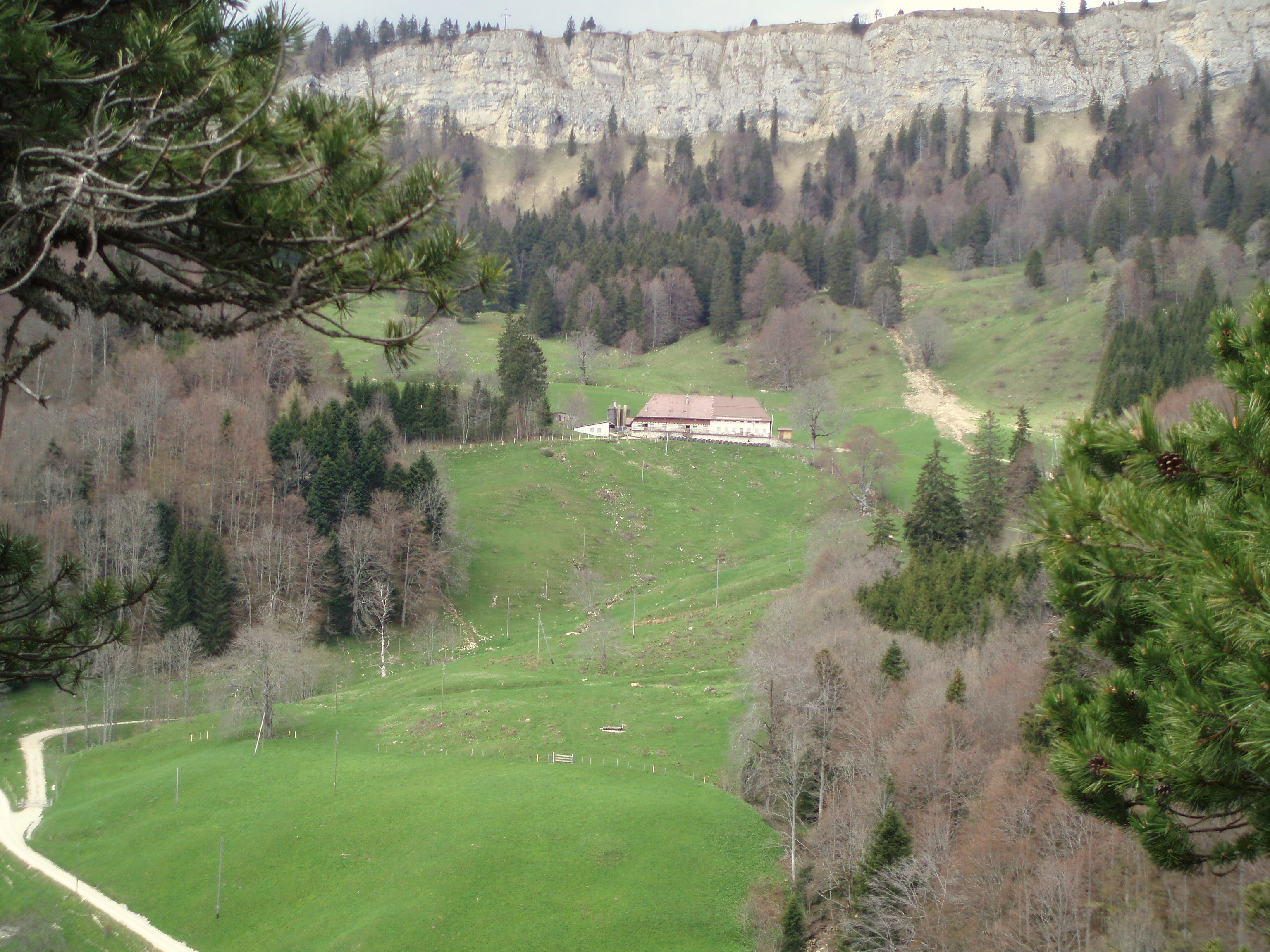
Wandflue mit dem Restaurant «Bettlachberg» im Vordergrund

Die Zähnteschür, unter anderem in den Jahren 1608, 1611 und 1740 erwähnt, ist ein sogenannter Hochstud. Bei dieser alteuropäischen Bauform streben mächtige Eichensäulen vom Baugrund bis zum First empor und tragen die ganze Gibelkonstruktion. In diesem Gebäude wurde früher der Zehnte geteilt. Der Zehnte war eine jährliche Naturalsteuer, die den zehnten Teil eines landwirtschaftlichen oder gewerblichen Ertrages umfasste. Die Zähnteschür wurde 1977–1980 durch den Zähnteschür-Verein renoviert und der Öffentlichkeit zugänglich gemacht. Früher als Scheune für die sogenannte Zehnten-Abgabe genutzt, ist die Zähnteschür heute ein Gemeinschaftsraum mit Küche, der für verschiedenste Anlässe gemietet werden kann. Rund um die Zähnteschür findet jeweils das Bettlacher Dorffest (Bettlefest) sowie das Zähnteschür-Fest statt. Nördlich des Gebäudes steht ein Wegkreuz von 1638.
In der Nähe befinden sich drei Speicher: Der Stellihofspycher, beim gleichnamigen Kindergarten, stammt von 1687 und gehörte zum Stellihof. Der fünfzig Meter nordwestlich gelegene Adam-Spycher von 1714 gehört zum Adamhaus, welches, 1771 erbaut, heute als zweitältestes Wohnhaus in Bettlach gilt und seit seiner Renovierung 2006 für kulturelle Ausstellungen genutzt wird. Ferner gibt es einen Speicher, der zum Bätzischopf (ehemaliges Restaurant «Marti») gehört.

### Naturschutzgebiete
Das Naturschutzgebiet Aare ist seit 1992 als Auengebiet von nationaler Bedeutung definiert und wird als Objekt der IUCN-Kategorie IV in der Weltdatenbank geschützter Gebiete geführt. Der nördliche Teil des Areals liegt in der Witischutzzone, einem solothurnischen Landschaftsschutzgebiet, unter anderem auf dem Gemeindegebiet von Bettlach.
Der Bettlestock ist 2021 aufgrund der dortigen Buchenwälder zum UNESCO-Weltnaturerbe erhoben worden.

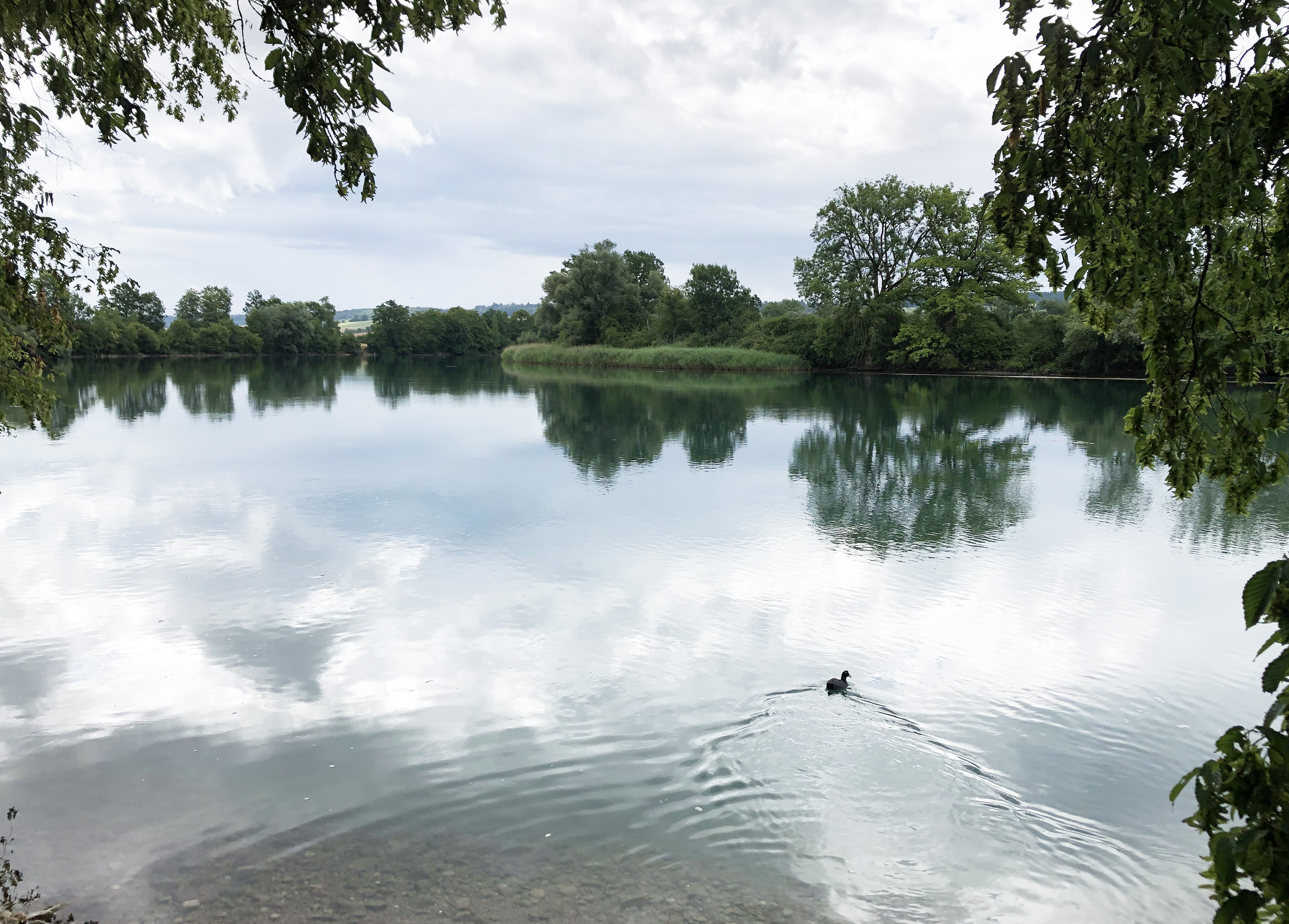
Naturschutzgebiet Aare bei Bettlach

### Wanderwege
Mehrere Wanderwegrouten in Bettlach können im Sommer und im Winter begangen werden. Vom Bergrestaurant «Bettlachberg» führen Wege auf den Obergrenchenberg, die Bütze, den Bettlachstock oder ins Brüggli. Im Winter ist auch eine Schlittenfahrt vom Restaurant «Bettlachberg» über die Bettlachbergstrasse bis zum Schiessstand möglich.

## Kultur
Zwischen 1999 und 2012 fand in Bettlach regelmässig eine Talentshow statt, also lange vor anderen Castingformaten der Fernsehsender. Hier bot man Jugendlichen die Möglichkeit, unter professionellen Bedingungen dem Hobby Musik nachzukommen und vor allem die Songs wählen zu können, die ihnen passten. Während 3 Monaten wurden diese Nachwuchskünstler von Vocalcoaches auf die Show vorbereitet. An diesem Talentshowtag massen sie sich dann vor einer kompetenten Jury, besetzt mit Showgrössen aus der Schweiz. Im Jahr 2012 fand diese Veranstaltung zum letzten Mal statt.
Im renovierten Adamhaus an der Jurastrasse finden regelmässig Ausstellungen statt. Die Ausstellungen behandeln die Dorfgeschichte, so war zwischen Juni und Oktober 2008 dort eine Sammlung von Münzen erstmals öffentlich zu sehen, die im Jahre 1929 auf der Schlossflue im Bettleschloss im Geviert des Wohnturms gefunden worden waren.

## Trivia
Im September 1907 hielt die Bettlacher Feuerwehr an der Landstrasse (heutige Hauptstrasse) ihre Feuerwehrhauptprobe ab. Während der Übung erschien ein Automobil, welches «seine Schnelligkeit nicht vermindern wollte». Der Führer des Wenderohrs richtete daraufhin den Wasserstrahl auf die Insassen des Fahrzeugs. Dies zeigte Wirkung: das Fahrzeug stoppte und unter den drei Insassen befand sich zur allgemeinen Verblüffung auch der damalige Bundesrat Ludwig Forrer. Dies berichteten damalige Zeitungen.

## Partnerschaften
- Lütschental, Bern
- Bettlach, Elsass

## Wappen
Blasonierung:
In Silber ein rotes Tatzenkreuz mit spitzem Stamm

## Persönlichkeiten

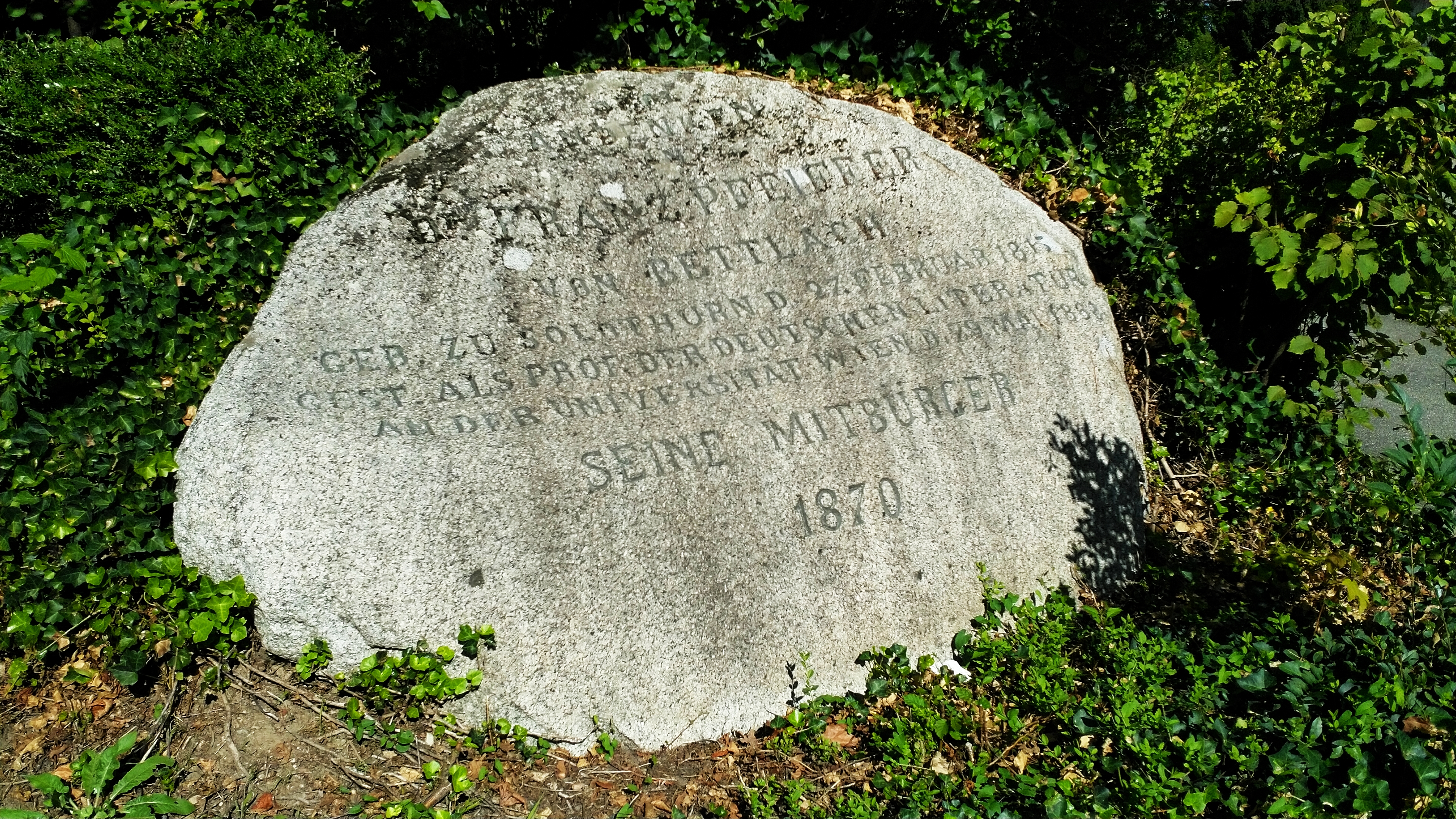
Gedenkstein für Franz Pfeiffer neben dem Gemeindehaus von Bettlach

- Franz Pfeiffer (1815–1868), Germanist und Philologe
- Eduard Kummer (1845–1923), Uhrenpatron
- Erwin Ballabio (1918–2008), Fussballspieler
- Rudolf Scheurer (1925–2015), Fussballspieler, -schiedsrichter und Politiker, Gemeindepräsident Bettlach
- Josef Biedermann (1929–2002), Offizier (Divisionär)
- Ernst Burren (* 1944), Mundartschriftsteller
- Ueli Sutter (* 1947), Radrennfahrer
- Bernhard Röthlisberger (* 1969), Klarinettist